# Cantón de Castelnaudary-Norte
El cantón de Castelnaudary-Norte era una división administrativa francesa, que estaba situada en el departamento de Aude y la región de Languedoc-Rosellón.

## Composición
El cantón estaba formado por veinte comunas, más una fracción de la comuna que le daba su nombre:
- Airoux
- Carlipa
- Castelnaudary (fracción)
- Cenne-Monestiés
- Issel
- Labécède-Lauragais
- Les Brunels
- Les Casses
- Montmaur
- Peyrens
- La Pomarède
- Puginier
- Saint-Papoul
- Saint-Paulet
- Souilhanels
- Souilhe
- Soupex
- Tréville
- Verdun-en-Lauragais
- Villemagne
- Villespy

## Supresión del cantón de Castelnaudary-Norte
En aplicación del Decreto n.º 2014-204 de 21 de febrero de 2014, el cantón de Castelnaudary-Norte fue suprimido el 22 de marzo de 2015 y sus 21 comunas pasaron a formar parte; catorce del nuevo cantón de La Cuenca del Chaurien (de marzo de 2015 a enero de 2016 llamado Cantón de Castelnaudary), y siete del nuevo cantón de La Malpère en la Montaña Negra   (de marzo de 2015 a enero de 2016 llamado Cantón de Montréal (Aude)).